# Sebastián Rudman
Sebastián Rudman (Buenos Aires, Argentina, 22 de noviembre de 1976) es un exfutbolista y actual entrenador argentino. Jugó de delantero.

## Clubes
| Club                  | País        | Año       |
| --------------------- | ----------- | --------- |
| All Boys              | Argentina   | 1997-1998 |
| Marathón              | Honduras    | 1999-2000 |
| Comunicaciones        | Guatemala   | 2001-2002 |
| Banfield              | Argentina   | 2002-2004 |
| Luis Ángel Firpo      | El Salvador | 2004      |
| Estudiantes de Mérida | Venezuela   | 2005      |
| Liga de Portoviejo    | Ecuador     | 2005      |
| Rocha                 | Uruguay     | 2006      |
| PSM Makassar          | Indonesia   | 2006-2007 |
| JJ Urquiza            | Argentina   | 2007-2008 |

## Palmarés

### Campeonatos nacionales
| Título          | Club           | País      | Año  |
| --------------- | -------------- | --------- | ---- |
| Torneo Clausura | Comunicaciones | Guatemala | 2001 |